# Rugby Challenge 3
 (février 2018).
Si vous disposez d'ouvrages ou d'articles de référence ou si vous connaissez des sites web de qualité traitant du thème abordé ici, merci de compléter l'article en donnant les références utiles à sa vérifiabilité et en les liant à la section « Notes et références ».
Jonah Lomu Rugby Challenge 3 est un jeu vidéo de Rugby à XV, développé par Wicked Witch Software et publié par Tru Blu Entertainment. C'est le troisième jeu de la série Rugby Challenge. C'est la suite de Jonah Lomu Rugby Challenge et Jonah Lomu Rugby Challenge 2, qui ont tous les deux étés développés par Sidhe. Rugby Challenge 3 est sorti sur PlayStation 4, Xbox One, PlayStation 3, et Xbox 360, le 14 avril 2016 en Nouvelle-Zélande, et en Australie le 22 avril 2016. Il est sorti sur Windows le 24 juin 2016. Le jeu est intitulé Jonah Lomu Rugby Challenge 3 en France.
Rugby Challenge 3 est le premier jeu dans la série à inclure le Rugby à sept. C'est également le premier jeu dans la série à inclure la licence des équipes SANZAR. Malheureusement, le jeu n'a pas eu les licences pour inclure le Top 14, et la Pro D2.

## Système de jeu

### Nouveautés
- De meilleurs graphismes
- La licence SANZAR est complète
- Centre de fans : Vous permet de télécharger des joueurs et des équipes créés par la communauté

Nouveaux modes de jeu
- Rugby à sept
- Deviens Pro : Rejoignez un club en tant que jeune rugbyman et devenez le meilleur joueur en 13 saisons

Stades : Il y a 40 stades dans Rugby Challenge 3, incluant également les 14 de la Mitre 10 Cup

### Modes de jeu
- Match unique (Rugby à XV ou à 7)
- Entraînement (Pratique libre, Tutoriels)
- Deviens pro
- Compétitions
- Carrières
- Jouer en ligne (Multijoueur)

## Équipes

### Championnats
Comme dit précédemment, le jeu n'a pas eu les licences du Top 14 et de la Pro D2, ils apparaîtront sous le nom de French Division 1 (pour le Top 14) et French Division 2 (pour la Pro D2).
Pour les équipes nationales, seules les équipes de Nouvelle-Zélande, d'Australie, d'Afrique du Sud, et d'Angleterre sont composées de vrais joueurs. Mais le Centre de fans (permettant de télécharger des équipes créés par la communauté) permet de remplacer les équipes du jeu par ceux de la communauté.

#### Top 14(French Division 1)
| - Bayonne - Bordeaux - Brive - Castres - Clermont | - Colombes - Grenoble - La Rochelle - Lyon - Montpellier | - Oyonnax - Paris - Toulon - Toulouse |

#### Pro D2(French Division 2)
| - Agen - Albi - Aurillac - Béziers - Biarritz - Bourgoin-Jallieu | - Carcassonne - Colomiers - Dax - Massy - Mont-de-Marsan | - Montauban - Narbonne - Pau - Perpignan - Tarbes |

#### Super Rugby
| - Blues - Brumbies - Bulls - Cheetahs - Chiefs - Crusaders | - Highlanders - Hurricanes - Kings - Lions - Rebels | - Reds - Sharks - Stormers - Waratahs - Western Force |

#### Aviva Premiership Rugby
| - Bath Rugby - Exeter Chiefs - Gloucester Rugby - Harlequins | - Leicester Tigers - London Irish - London Welsh - Newcastle Falcons | - Northampton Saints - Sale Sharks - Saracens - Wasps |

#### ITM Cup
| - Auckland - Bay Of Plenty - Canterbury - Counties-Manukau - Hawke's Bay | - Manawatu - North Habour - Northland - Otago - Southland | - Taranaki - Tasman - Waikato - Wellington |

#### Elite 12
| - Cardiff - Connacht - Edinburgh - Glasgow - Leinster - Llanelli | - Munster - Newport - Parma - Swansea - Treviso - Ulster |

#### Buildcorp National Rugby Championship
| - Brisbane City - Greater Sydney Rams - Melbourne Rising - North Harbour Rays - NSW Country Eagles | - Perth Spirit - Queensland Country - Sydney Stars - University of Canberra Vikings |

#### ABSA Currie Cup
| - DHL Western Province - Eastern Province Kings - ORC Griquas - Steval Pumas | - Natal Sharks - Toyota Free State Cheetahs - Vodacom Blue Bulls - Xerox Golden Lions |

### Equipes nationales
Comme dit précédemment, seules les équipes de Nouvelle-Zélande, d'Australie, d'Afrique du Sud, et d'Angleterre sont composées de vrais joueurs.

#### Equipes de rugby à XV
| Europe - Angleterre - Belgique - Écosse - Espagne - France - Pays de Galles - Géorgie - Irlande - Italie - Portugal - Roumanie - Russie | Asie-Océanie - Australie - Fidji - Japon - Nouvelle-Zélande - Samoa - Tonga | Afrique - Afrique du Sud - Kenya - Namibie - Zimbabwe | Amérique - Argentine - Brésil - Canada - Chili - États-Unis - Uruguay |

#### Équipes de rugby à 7
| - Afrique du Sud - Angleterre - Argentine - Australie - Canada - Écosse - Fidji | - France - Japon - Kenya - Nouvelle-Zélande - Portugal - Samoa - Samoa américaines |

### Autres équipes
- Combined Country
- Lomu All Stars

## Compétitions
- World Rugby Championship
- Buildcorp National Rugby Championship
- ABSA Currie Cup
- ITM Cup
- Super Rugby
- Quad Nations
- Bledisloe Cup Series
- Aviva Premiership Rugby
- French Division 1 (Top 14)
- French Division 2 (Pro D2)
- Elite 12
- Euro Nations (Tournoi des Six Nations)
- Euro Club Championship (Coupe d'Europe)
- Seven-a-side Championship
- International Seven-a-side series
- European Knockout Cup (Compétition opposant le Portugal, la Russie, l'Espagne, la Belgique et la Géorgie)
- Pacific Rim Championship (Coupe des Nations du Pacifique)
- African Nations Cup (Coupe d'Afrique)
- South American Shield (Championnat d'Amérique du Sud)

## Accueil
- Jeuxvideo.com : 12/20[1]